# Enisala
Enisala es una localidad rumana de la comuna de Sarichioi, en el condado de Tulcea.

## Historia
Hacia finales del siglo XIX, la localidad, que ya por entonces pertenecía al condado de Tulcea, formaba parte de la antigua comuna homónima de Enisala, de la que era capital, y tenía contabilizada una población de 450 habitantes.
En la segunda mitad del siglo XX había pasado a formar parte de la comuna de Sarichioi. En el censo de 2021 la localidad tenía una población de 796 habitantes.